# Boys and Girls (album)
Boys and Girls – szósty studyjny album Bryana Ferry’ego wydany w 1985 r. Płyta, wydana po siedmioletniej przerwie, dedykowana była, zmarłemu rok wcześniej, ojcu artysty – Frederickowi Charlesowi Ferry. Jest to jedyna płyta Ferry’ego, która osiągnęła pierwsze miejsce na listach w Wielkiej Brytanii, otrzymując status platynowej; w Stanach Zjednoczonych album uzyskał status złotej płyty za sprzedaż przekraczającą pół miliona egzemplarzy.
Na płycie wystąpili znani muzycy: gitarzyści David Gilmour, Mark Knopfler i Nile Rodgers, a także Tony Levin (gitara basowa), Omar Hakim (perkusja), David Sanborn (saksofon). Łącznie w nagraniach, dokonanych w siedmiu studiach na trzech kontynentach, wzięło udział około stu muzyków.

## Lista utworów
źródło:.
Strona A
1. "Sensation" – 5:07
2. "Slave to love" – 4:23
3. "Don't stop the dance" – 4:22
4. "A waste land" – 1:10
5. "Windswept" – 4:23

Strona B
1. "The chosen one" – 4:51
2. "Valentine" – 3:48
3. "Stone woman" – 5:12
4. "Boys and girls" – 5:09